# Episkopí (Náoussa, Imathie)
Pour les articles homonymes, voir Episkopí.
Episkopí, en grec moderne : Επισκοπή, est un village du dème de Náoussa en Macédoine-Centrale, Grèce.
Selon le recensement de 2011, la population du village s'élève à 1 623 habitants.